# Българско неделно училище „Св. св. Кирил и Методий“ (Лисабон)
Българското неделно училище „Св. св. Кирил и Методий“ е училище на българската общност в град Лисабон, Португалия.
Директор на училището е Румяна Давидова. То е създадено през 2010 г. от Португалско–българската асоциация. Водят се занятия по български език и литература с две групи деца, с литературно–музикална програма се честват български празници.